# 陈文光
陈文光（1945年11月—），男，四川安县人，中华人民共和国政治人物，曾任四川省人民政府副省长，四川省人大常委会副主任，第十届全国人大代表。
注： 陳文光也可以指： 臺灣省花蓮縣議員